# Баццини, Антонио
Анто́нио Бацци́ни (Бадзи́ни; итал. Antonio Bazzini; 11 марта 1818, Брешиа — 10 февраля 1897, Милан) — итальянский скрипач, композитор и музыкальный педагог.

## Биография
Учился музыке в родном городе у местного скрипача Фаустино Камизани (1772—1830). В 17-летнем возрасте выступил перед Никколо Паганини и с одобрения последнего начал концертировать . В середине 1840-х гг. совершенствовался в Лейпциге, посвятив себя преимущественно музыке Иоганна Себастьяна Баха и Людвига ван Бетховена. В середине 1860-х гг. отошёл от концертной деятельности и посвятил себя в большей степени композиции. С 1873 г. преподавал в Миланской консерватории (с 1882 г. её директор), среди его учеников были Джакомо Пуччини, Пьетро Масканьи, Бенедетто Юнк  и Альфредо Каталани.

## Творчество
Известные сочинения — опера «Туранда» (1867, по пьесе Карло Гоцци «Турандот»), симфоническая поэма «Франческа да Римини» (1879, вторая редакция 1885), увертюры «Король Лир» (1871, к трагедии Шекспира) и «Саул» (1867, к трагедии Альфьери), шесть струнных квартетов (из которых первый, 1864, получил первую премию Миланского квартетного общества) и др . В 1868 г. написал Dies Irae в коллективную Мессу по Россини, сочинённую двенадцатью композиторами по инициативе Джузеппе Верди. Наиболее знаменитым сочинением Баццини остаётся его сравнительно ранняя виртуозная скрипичная миниатюра «Хоровод духов» (итал. La ridda dei folletti; 1852).
Альбомы виртуозных пьес Баццини для скрипки и фортепиано записали Луиджи Альберто Бьянки и Хлоя Ханслип.